# Townend Engineering
Townend Engineering war ein britischer Hersteller von Automobilen.

## Unternehmensgeschichte
Die Brüder Geoff und Peter Townend gründeten 1958 das Unternehmen und begannen mit der Produktion von Automobilen und Kits. Der Markenname lautete Townend. 1962 endete die Produktion. Insgesamt entstanden etwa 60 Exemplare.

## Fahrzeuge
Das einzige Modell war der 581. Die Basis der Fahrzeuge stellte das Fahrgestell von Ford Eight und Ford Ten dar. Darauf wurde eine offene zweisitzige Karosserie montiert. Ein Vierzylindermotor trieb das Fahrzeug an. Der Preis für einen Bausatz betrug inklusive Türen und Scheinwerfern 108 Pfund. Ein Hardtop kostete 20 Pfund Aufpreis.
U. a. The Halifax Panel Beating Company Limited aus Halifax bot die Bausätze an.